# Soňa Nouzáková
Mgr. Soňa Nouzáková (* 1977 Hodonín) je česká manažerka, moderátorka a tisková mluvčí.

## Životopis
Na Univerzitě Palackého v Olomouci vystudovala obor česká filologie a získala akademický titul magistra. Již ve svých univerzitních letech se snažila vyčnívat z davu, když se výrazně oblékala, na svém těle má několik tetování a nosí i piercingy. Po studiích se během roku 2000 přestěhovala do Prahy a začala působit v médiích. Pracovala například v zahraniční redakci privátní televize Prima nebo v soukromých rozhlasových stanicích (Blaník). V roce 2002 se seznámila s režisérem Vojtěchem Nouzákem, jenž je velkým fandou fotbalového klubu SK Slavia Praha a i jejich první rande se uskutečnilo na zápase tohoto mužstva.
Od roku 2006 se začala podílet na vydávání magazínu Poločas, jenž fotbalový klub Slavie vydává ke každému domácímu soutěžnímu utkání, a v průběhu července 2007 se stala zaměstnankyní tohoto klubu. Nejprve spolupracovala s tehdejším tiskovým mluvčím Ondřejem Zlámalem, ale když se 2. října 2011 trenérem mužstva stal František Straka a v reakci na to následující den Zlámal na svou pozici rezignoval, stala se Nouzáková jeho nástupkyní ve funkci ředitelky Oddělení komunikace a vnějších vztahů. Ve funkci působila až do 31. března 2014, kdy odešla na mateřskou dovolenou, a v téže funkci ji vystřídal Jiří Vrba. Nouzákovým se poté narodil syn, s nímž již v jeho dvou měsících vyrazili do Edenu na utkání Slavie.